# میواکوریوم کلراید
میواکوریوم کلراید (انگلیسی: Mivacurium chloride) یک داروی بلوک کننده عصبی-عضلانی غیر دپلاریزان کوتاه مدت یا شل کننده عضلات اسکلتی در دسته داروهای مسدودکننده عصبی-عضلانی غیر دپلاریزان است، که به صورت کمکی در بیهوشی برای تسهیل لوله گذاری داخل تراشه و برای تامین آرامش در حین جراحی یا تهویه مکانیکی عضلات اسکلتی به کار میرود.